# Puchenii Mari
Puchenii Mari es una comuna ubicada en el distrito de Prahova, Rumania.

## Superficie
Posee una superficie de 54,92 kilómetros cuadrados.

## Demografía
Hasta 2021 la población era de 7854 habitantes, con una densidad de población de 143,0 habitantes por kilómetro cuadrado.